# 장흥 보림사 사천왕상 복장 몽산화상육도보설
보림사 사천왕상 복장 몽산화상육도보설(寶林寺 四天王像 腹藏 蒙山和尙六道普說)은 전라남도 장흥군 보림사에 있는 조선시대의 불경이다. 1998년 8월 20일 전라남도의 유형문화재 제199호로 지정되었다.

## 개요
보림사는 전라남도 장흥군 가지산에 있는 절로, 860년 신라의 승려 체징에 의해 창건되었다. 이 책은 보림사 사천왕상의 배안에 넣어서 보관하던 유물 가운데 하나이다.
이 책은 원나라의 승려인 몽산화상의 ‘육도보설’을 편찬한 것이다. 몽산화상은 고려의 혜감국사, 보감국사와 깊은 교류가 있던 인물로, 고려 말 이후 한국 불교계에 커다란 영향을 끼쳤다. 육범사성으로 이루어진 십법계(十法界)를 설명하면서, 범부의 자리를 벗어나 성인의 지위에 들어갈 것을 중심내용으로 하고 있다.
우리나라에서 만들어진 책으로는 간행연도를 알 수 없는 2종류의 판본과 황해도 서흥 자비령사에서 1490년에 간행된 판본을 비롯하여 16종 이상의 판본이 전래되고 있다. 또 한글로 번역된 것으로는 1584년에 충청도 서산 개심사에서 간행된 판본이 있다.
이 책은 1490년 자비령사에서 만들어진 판본으로 조선시대 가장 오래된 것으로 문화재적 가치가 매우 높다. 글씨는 수암스님이 쓴 것으로, 대단히 호방함을 느끼게 하고 있으며, 이후에 간행된 판본과는 매우 다르다.

## 참고 문헌
- 보림사사천왕상복장몽산화상육도보설 - 국가유산청 국가유산포털